# دهستان دیکله
دیکله یکی از دهستان‌های استان آذربایجان شرقی در ایران است که در بخش مرکزی شهرستان هوراند واقع شده‌است.